# Hogarth Press
Pour les articles homonymes, voir Hogarth.

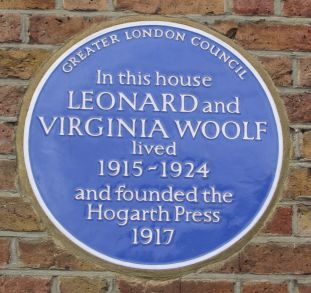
La plaque de Hogarth House

The Hogarth Press est une maison d'édition britannique fondée en 1917 par Leonard Woolf et Virginia Woolf.

## Histoire
La Hogarth Press doit son nom à Hogarth House, la maison des Woolf dans le faubourg londonien de Richmond (Surrey), au 34 Paradise Road. C'est dans le salon de cette demeure qu'ils éditent leurs premiers livres d'une façon artisanale. Puis, durant l'entre-deux-guerres, ce qui n'est qu'un passe-temps évolue peu à peu vers une activité professionnelle, assurée par des imprimeurs de métier. 
En 1938, cependant, Virginia Woolf se désintéresse de la Hogarth Press et Leonard Woolf s'associe alors avec John Lehmann, avec qui il dirige la société jusqu'en 1946. 
La maison publie 527 titres entre 1917 et 1946. À partir de cette date, la Hogarth Press s'intègre dans le groupe éditorial Chatto & Windus.

## Catalogue
La Hogarth Press est l'une des premières maisons à éditer des ouvrages de psychanalyse, notamment la Standard Edition des œuvres complètes de Sigmund Freud liées à la psychanalyse, d'autres essais de celui-ci et d'Anna Freud, ainsi que de nombreuses traductions de textes étrangers (Rainer Maria Rilke, Federico García Lorca), en particulier de la littérature russe (Léon Tolstoï, Fiodor Dostoïevski, Maxime Gorki, Daniel Andreiev, Ivan Bounine).
Entre autres auteurs britanniques, la Hogarth Press publie les poètes John Betjeman, Cecil Day-Lewis, W. H. Auden, Christopher Isherwood, Edith Sitwell et Stephen Spender. Parmi les membres du Bloomsbury Group et leurs proches, elle édite, outre les œuvres de Virginia et de Leonard Woolf, des textes de Leslie Stephen, Clive Bell, Vita Sackville-West, Harold Nicolson, Roger Fry, E. M. Forster, John Maynard Keynes, Robert Graves, H. G. Wells, Laurens van der Post, William Plomer, Logan Pearsall Smith ou Nancy Cunard.
C'est à la Hogarth Press que paraît la première édition britannique de Prelude de Katherine Mansfield (1918), de La Terre vaine (The Waste Land) de T. S. Eliot (1924) et de Composition as Explanation de Gertrude Stein (1926).

## Sources
- (en) Cet article est partiellement ou en totalité issu de l’article de Wikipédia en anglais intitulé « Hogarth Press » (voir la liste des auteurs).